# Литтл, Даниэль
Даниэль Е. Литтл — канцлер кампуса Мичиганского университета в Дирборне (2000—2018) и профессор философии. Был доцентом факультета Института социальных исследований и Центра китайских исследований в Мичиганском университете в Энн-Арборе.

## Биография
Даниэль Литтл имеет две степени бакалавра по философии и математике, полученные в Иллинойсском университете в Урбане-Шампейне в 1971 году, и доктора философии, полученную в Гарвардском университете в 1977 году.
После своего пребывания в Гарвардском университете доктор Литтл работал преподавателем в Университете Висконсин-Парксайд, колледже Уэллсли, Университете Колгейта и Университете Бакнелла. Область специализации и компетенции доктора лежит в философии общественных наук, исследованиях Азии и марксистской теории.
Даниэль является активным ученым, выступал с лекциями по общественным наукам. В 2003 году опубликовал книгу «Парадокс богатства и бедности», затрагивающую этические проблемы, возникающие при экономическом развитии в странах третьего мира.
Кроме должности канцлера в Университете штата Мичиган-Дирборн, он является советником Нового Детройта и Городской лиги Детройта. Активно участвует в столичном сообществе Детройте и служит в нескольких советах Мичигана, связанных с гражданскими правами, межрасовыми отношениями и улучшении межгруппового понимания.

## Известные статьи
- Philosophy of Economics (Daniel Little’s entry in the Routledge Encyclopedia of the Philosophy of Science)

## Книги
- 1986 The Scientific Marx
- 1989 Understanding Peasant China
- 1991 Varieties of Social Explanation
- 1995 On the Reliability of Economic Models
- 1998 Microfoundations, Method, and Causation
- 2003 The Paradox of Wealth and Poverty
- 2010 New Contributions to the Philosophy of History
- 2016 New Directions in the Philosophy of Social Science